# Prefectura de Meknès
La prefectura de Meknès (en àrab عمالة مكناس, ʿamālat Miknās, en amazic ⵜⴰⵎⵖⵓⵔⵜ ⵏ ⴰⵎⴽⵏⴰⵙ, tasga n Ameknas) és una de les prefectures del Marroc, fins 2015 part de la regió de Meknès-Tafilalet i actualment de la de Fes-Meknès. Té una superfície de 1.787 km² i 801.896 habitants censats en 2012. La capital és Meknès.

## Demografia
| 608.441                                    | 713.609 | 801.896 |
| 1994, 2004 : cens oficial ; 2012 : càlcul. |         |         |

## Divisió administrativa
La prefectura de Meknès consta de 6 municipis i 15 comunes:
| Nuclis de població          | Habitants       | Habitants       |
| Nuclis de població          | 2 setembre 1994 | 2 setembre 2004 |
| --------------------------- | --------------- | --------------- |
| Meknès (M)                  | 392.972         | 469.169         |
| Al Machouar - Stinia (M)    | 8.061           | 5.387           |
| Boufakrane (M)              | 4.223           | 6.326           |
| Toulal (M)                  | 12.668          | 13.852          |
| Moulay Idriss Zerhoun (M)   | 12.519          | 12.611          |
| Ouislane (M)                | 28.687          | 47.824          |
| Ain Jemaa                   | 12.942          | 13.146          |
| Ain Karma-Oued Rommane      | 9.133           | 9.738           |
| Ain Orma                    | 3.707           | 3.716           |
| Ait Ouallal                 | 5.532           | 5.455           |
| Dar Oum Soltane             | 5.353           | 6.104           |
| Dkhissa                     | 11.353          | 13.531          |
| Majjate                     | 10.841          | 8.514           |
| M'Haya                      | 16.896          | 21.112          |
| Oued Jdida                  | 12.703          | 13.634          |
| Sidi Slimane Moul Al Kifane | 8.934           | 15.136          |
| Charqaoua                   | 5.154           | 5.540           |
| Mrhassiyine                 | 8.212           | 7.774           |
| N'Zalat Bni Amar            | 9.471           | 8.609           |
| Oualili                     | 6.594           | 6.151           |
| Sidi Abdallah Al Khayat     | 10.097          | 10.014          |
| Total                       | 608.441         | 713.609         |